# 20世紀少年
《20世紀少年》（日语：20世紀少年）是浦澤直樹的長篇漫畫，1999年至2006年在《Big Comic Spirits》連載，單行本全22卷。完結篇名為《21世紀少年》，2007年1月至7月連載，單行本全2卷。
台灣東立作出台版再版翻譯更正，「賢知」更正為「健兒」及「賢知一派」→更正為「源氏一派」。

## 概要
作品名稱是從馬克·波倫（Marc Bolan）所領軍的暴龍樂團演唱的名曲〈20th Century Boy〉而來。而主人公遠藤賢知則是取材自日本70年代的民謠木吉他歌手遠藤賢司。在日本發售的漫畫第19集單行本的初回特典中，附贈收錄了〈20th Century Boy〉的音樂CD。
本作在日本曾獲得第48屆小學館漫畫賞、第25屆講談社漫畫賞、第6屆日本新媒體動漫藝術節優秀獎，2003年更在被稱為歐洲最大的漫畫節「昂古萊姆國際漫畫節（Angouleme International Comics Festival）」上獲得了最優秀長篇漫畫獎。也曾多次獲得其他的各種獎項。
最後一章的單行本《21世紀少年》於《Big Comic Spirits》4+5合併號到14號連載8話後再次休刊。於5月底繼續於《Big Comic Spirits》繼續連載。
本作已改拍成真人版電影。第一章於2008年8月30日公開上映，第二章於2009年1月31日公開上映（台灣於5月22日上映），第三章則在2009年8月29日上映。

## 故事簡介
故事的時間設定在日本正處於高度經濟發展的1970年代，當時正值日本萬國博覽會。那是人人都滿懷著夢想跟希望的時代。在少年們幻想的世界中，邪惡組織想把地球毀滅，巨大的機器人要把東京破壞殆盡，世界開始邁向混沌和滅亡。為了拯救地球，英雄和他的同伴起來懲奸除惡、拯救好人。少年們把這些在閒聊過程中創作出來的幻想故事寫了下來，並開玩笑地把它稱作「預言之書」。隨著少年長大成為大人，這些幻想的記憶也隨之遠去。
但是，隨著1997年一個童年玩伴突如其來的死訊，過去的記憶一個一個被喚醒。接著，少年們開始注意到兒時的幻想，「預言之書」的內容正一個一個地被實現。所有的事情都圍繞著謎樣的男子「朋友」，就從跟他相遇的那一刻，少年們的命運齒輪突然飛快地旋轉了起來。

## 登場人物
以下人物名稱若在作品中有出現全名則以全名稱之，若沒有則以最常出現的名稱稱呼之。

### 源氏一派

#### 主角
遠藤健兒（港譯：遠藤健次）
本作的主人公，神乃的舅舅，貴理子的弟弟。曾在學生時代組樂團玩搖滾樂，但由於發展時日不長而決定收手，之後和母親開了一家便利超市。因為認為「預言之書」是出自自己之手的關係，為負起這個責任，而決定起身對抗「朋友」的陰謀，召集了其他六位兒時玩伴成立了最初的源氏一派，聯手對抗「朋友」的計畫。然而在「朋友」控制世界後，被教科書抹黑為『血腥除夕夜』的首謀者。
遠藤神乃（港譯：遠藤珈南）［人稱：冰之女王］
健兒的姐姐貴理子的女兒。繼承了健兒意志的最後的希望之星。具有連自己都沒察覺的領袖魅力，由於小時候貴理子懷孕時被注射許多藥物，所以還擁有彎曲湯匙、猜中撲克牌花色等「超能力」。父親是第一位朋友，母親是貴理子。最喜歡健兒舅舅的歌聲，一直堅信舅舅不是2000年『血腥除夕夜』的首謀者，因此自組了反「朋友」政府組織，人們稱她為「冰之女王」。嬰兒時代曾經與父親朋友會面。視健兒、長治、雪次等人為父母。擁有能夠折服任何人的說服力，曾經統合新宿的黑道勢力共同抵抗「朋友」，後來與義常等人會合，為了保護東京都市民免於再一次病毒的屠殺，舉辦了萬博伍茲塔克。

#### 秘密基地成員
落合長治（阿區［港譯：落仔］）［人稱：阿玲可、將軍、3號、霍克霍肯（Hulk Hogan）］
健兒的童年玩伴。是在秘密基地中一起寫下「預言之書」的其中一人。從小就很優秀伶俐，在健兒等人當中像是領導者般的存在，但在秘密基地被拆毀改建為保齡球館後，就逐漸與健兒等人漸行漸遠。之後跟一般人一樣順利考進大學，並且就職於一流的企業。然而在兒子因事故死亡後便自暴自棄，一個人流浪到東南亞，之後在印度修行頓悟。由於修行時期的經驗，令他對麻藥之類的幻覺有抵抗力。後來阿區一度以「將軍」的假名在泰國遊走於黑白兩道間，但在收到健兒的召集令後，決定回國參加行動抵抗「朋友」，是源氏一派最初七人之一。在『血腥除夕夜』之後阿區遭到逮捕，並關進「海螢火蟲監獄」，在長年的努力下只依靠簡單工具挖出隧道，其後與漫畫家角田一同逃獄，前往新宿區與神乃等人會合。擁有出色的武術與豐富戰鬥經驗的阿區，對於「源氏一派」來說是不可多得的人才。此外象徵「朋友」的圖案，是由他在少年時代創作的，靈感來自漫畫雜誌的翻頁標示和他的「大眼仔」外號。
瀨戶口雪次（港譯：瀨戶口雪路）
健兒的童年玩伴。從小學時代開始就是一名個性強勢的女孩。雪次自幼便向祖父學習柔道，因而身懷一身高超的格鬥技巧，在小學時期就常與男孩子打架，就讀中學後更創下「將別校的12個男生全數打到住院」的傳說。故事開始時是機場負責搜索毒品的海關職員，與緝毒犬「藍色三號」（Blue Three，李小龍Bruce Lee的諧音）搭檔。在健兒察覺「朋友」的陰謀後，就主動加入其行動，是源氏一派最初七人中唯一一位女性成員。『血腥除夕夜』後，雪次因身份未曾曝光而逃過追緝，並在健兒下落不明之後代替照顧神乃，成為神乃的監護人。小學時期在與阿揚阿馬的決鬥中被健兒拯救後，便對健兒懷有好感。
子門真明（阿門［港譯：文仔］）
健兒的童年玩伴。是在秘密基地中一起寫下「預言之書」的其中一人。大學時代是橄欖球隊的超級明星，出社會後也進入曾是前大學橄欖球名將所開設的公司上班。母親死後跟著上司一起辭職，到德國去開創新事業，正當事業一帆風順之時，阿門卻在這個時候被宣告得了不治之症。正當他自暴自棄的時候，竟收到了健兒的召集令，當下阿門便決定放棄事業回國共同抵抗「朋友」，成為源氏一派最初七人之一。『血腥除夕夜』後因身份未曝光而逃過追緝，但仍抱病繼續追查「朋友」的真實身份；同時意外發現了「新預言之書」的存在。最後在與小學同學佐清（佐田定清）接觸時，遭到屬於「朋友」一方的佐清殺害。其死前的調查成果「阿門手記」則落入佐清手中。名字的由來是曾演唱過日本『假面騎士』主題曲的歌手「子門真人」。
義常（港譯：吉常，義經）
健兒的童年玩伴。是在秘密基地中一起寫下了「預言之書」的其中一人。其實本姓「皆本」，由於姓氏的日文發音跟「源」一樣，因此被冠上綽號「義常／義經」（源義經）。雖不是特別突出但也不是什麼都不會，總之是再平凡不過的一般人。義常在接獲健兒的召集令後，便辭去工作加入行動，是源氏一派最初七人之一；在『血腥除夕夜』後以調換證件的方式偽裝身亡，順利逃過追緝，並開始吸收在『血腥除夕夜』中失去父母的孤兒建立仍被稱為「源氏一派」的反「朋友」政府組織。平時的偽裝則是在「朋友樂園」裡擔任不起眼的清潔工，潛身查探「朋友」的秘密，伺機救出尚未被洗腦的年輕人。義常並沒有像阿區或是雪次那樣傑出的行動能力，但卻憑著毅力而在『血腥除夕夜』後重新建立反抗組織，而成為日後打倒「朋友」政府的重要角色。
丸夫（港譯：丸尾）［假名：丸子橋］
健兒的童年玩伴，是在秘密基地中一起寫下「預言之書」的其中一人。當初好吃的少年在1997年時已經是有了家室、經營一家文具店的老闆，但在收到健兒的召集令後毅然關掉文具店，將妻兒送回鄉下後，加入了源氏一派。當21世紀來到，『血腥除夕夜』後，丸夫獲得演歌人氣歌手春波夫（真實身份為健兒參加樂團時的鼓手）的搭救，化名為「丸子橋」並擔任其經紀人；開始與春波夫兩人藉由超人氣歌手的身份秘密接近「朋友」，試圖查出「朋友」的真實身份。角色原型據說是來自KODOMO樂團的鼓手山戸ゆう。
青蛙仔（青蛙王子）
健兒的童年玩伴。是在秘密基地中一起寫下「預言之書」的其中一人，家裡開設蕎麥麵店。2000年的『血腥除夕夜』前夕收到了健兒的召集令，卻因害怕而未參加，導致日後一直活在自責與懊悔的陰影下。當西元曆結束的時候，正帶著兒子兩人在美國新墨西哥州巡迴作生意，此時剛好收到貴理子製作病毒的生醫工廠起火的消息，因此挺身而出救出貴理子並保護她，當時背上留下的火傷仍在。之後以贖罪的心情建立獨立區域「青蛙帝國」，幫助貴理子新疫苗的研發對抗山根博士最後的病毒。手打蕎麥麵的工夫的確是頂級的專家，沒有人能夠吃過之後不說讚的。
今野裕一（康奇［港譯：今一］）
健兒的童年玩伴。在秘密基地中一起寫下「預言之書」的其中一人。跟健兒兩人在小學時代認識，然而就在小學畢業之前，轉學到北海道的國中就讀。畢業之前賢知曾經跟他說過CCR（Creedence Clearwater Revival）的全名，因此激起他日後對於音樂的興趣。2000年『血腥除夕夜』時拒絕了健兒的召集，後來一直在北海道擔任DJ。「朋友曆」3年時遇到了正在往東京流浪途中的賢知，兩人並未相認，然而賢知的歌從心底徹底地打動了他，從此一直不間斷地在北海道播放賢知的歌曲。最後跟殺手13號合作，一同回到東京抵抗「朋友」。名字的由來是日本作詞作曲音樂評論家「今野雄二」。
木戶三郎（噹嘰［港譯：笨蛋］）
健兒的童年玩伴。喜歡科學研究的少年，後來長大成為了自然科教師，堅信這個世界上沒有幽靈，然而小時候卻在一次試膽探險中被嚇得拔腿而逃。噹嘰出生在貧窮的大家庭，臉上總是掛著長長的一串鼻涕，脖子則是圍著一塊用來擦拭鼻涕的骯髒毛巾，不過跑步的速度絕對不輸給任何人。小學時一開始並不是健兒等人的夥伴，但在大池塘事件中用毛巾救了落水的健兒後，便與健兒等人成為好友，成為秘密基地的一員。在健兒的童年玩伴中，噹嘰是後來最早察覺到「朋友」的真面目以及他危險計畫的人，但是卻也因此慘遭滅口，最後留下一紙留言給健兒。是連繫健兒跟「朋友」之間關係的關鍵人物。

#### 協助者
神永球太郎（神仙）
擁有預言能力的無家遊民，保龄球狂热份子，平常不會做夢，一旦做夢就是預知夢，而且一定會實現。從前因為預言了保齡球熱潮的興起，因此大賺了一票成為大富翁，還把賢知他們少年時代的秘密基地給拆了蓋保齡球館，後來得知了之後相當懊悔，總想著要是他沒拆掉的話或許現在就不會這樣。但是最後依舊破產，一直夢想著保齡球熱潮能再現，把小泉響子視為是中山律子、保齡球界的救世主再世。在無家遊民之間被視為英雄，2000年的『血腥除夕夜』之後靠著預言股票再次成為大富翁，暗地裡照顧著無家遊民、支持著義常跟神乃等人。然而在西元曆終結後，預言能力也慢慢消失，直到隨著賢知歸來，預言了巨大機器人的再次出現。
市原節子
雪次的律師朋友。因為有個很有錢的老公，所以經常在不收費的情況下協助弱勢族群訴訟。曾幫助那些孩子被朋友吸收的父母打官司，但敗訴後就被列為重點人物遭到「朋友」組織長期竊聽，因此時常換辦公室，總之隨身攜帶大量重要資料。因為長期關心街友問題，所以逃離「朋友」的監控後，街友們便用紙箱在公園裡搭出臨時辦公室給她使用。在「血腥的除夕夜」之後，仍持續幫助雪次收集朋友和友民黨的活動資料。
春波夫（查理）
健兒過去樂團的鼓手，藝名「查理」，在2000年『血腥除夕夜』後成為超人氣的演歌歌手，主唱萬國博覽會的主題曲「哈囉哈囉音頭」，因為歌曲受到「朋友」喜愛所以一躍成為「朋友」跟前的大紅人，連親友隊跟友民黨都要尊他三分。表面上是為「朋友」宣傳，但是暗地裡卻在唱片中以倒轉聲音的技術悄悄替反抗勢力宣傳。2000年『血腥除夕夜』之後收容了逃亡的丸夫，幫他改名為「丸子橋」並且擔任他的經紀人。誠實剛正的人，是個很會識時務的俊傑，一直忍氣吞聲保留實力，等到時機成熟之後就會一舉作出大膽行動的男人。看穿了萬丈目跟「朋友」的關係，而且還畫下了「朋友」的臉。印象素描的達人。名字的由來跟角色原型是日本大眾演歌歌手「三波春夫」。
小泉響子
與神乃就讀於同一所高中的樂天派女高中生，是屬於先行動後考慮的人。在涉入事件前是跟著喜愛的樂團到處跑的瘋狂追星族。雖然本人只想當個普通的女高中生，卻接二連三地被扯進與「朋友」的抗爭中，本人覺得自己很不幸，但是卻總是很幸運地躲過一劫。在「朋友樂園」中幸運地被義常救出，後來就一直待在組織裡接受保護，並協助義常跟神乃等人。是天生的保齡球好手，被神仙捧為「中山律子再世」、「保齡球界的救世主」。電影版裡她和神乃為同班同學。名字的由來是日本女明星「小泉今日子」。
蝶野將平（阿將［港譯：蝶蝶］）
歌舞伎町警察署傳說中的刑警「阿長老爹」（五十嵐長介）的外孫。相當尊敬身為刑警的外祖父，以他為目標，希望自己有一天也能成為傳說中的刑警「阿蝶老爹」。碰到什麼事情老是慌慌張張的，雖然在各方面都比不上「阿長老爹」，只有正義感絕對不輸他。也因為他跟「阿長老爹」的關係以及自身的正義感，總是讓自己身陷麻煩和危機。在西元曆結束後被遠配到北海道隔離區，在北方小村遇見復出的健兒（當時自稱矢吹丈），後來又跟黑桃市、氏木常雄等人合作聯手攻下北方關卡，帶領著一大群的嘻皮迷還有難民一同往東京進發。
角田（角田）
公寓「常盤莊」的漫畫家三人組之一，神乃的鄰居。角田曾經因為漫畫的內容偶然間戳破了「朋友」的謊言，因而被關進「海螢火蟲監獄」。在那裡除了遇見殺手13號之外，還跟被「朋友」組織逮捕的阿區認識了。而後兩個人彼此協助逃離孤島上的「海螢火蟲監獄」，此後角田就回到東京跟著阿區一起行動。最後在常盤莊跟從北海道歸來的氏木等人會合。
氏木常雄（氏木）
公寓「常盤莊」的漫畫家三人組之一，神乃的鄰居。帶著眼鏡瞇著眼，膽小怕事的漫畫家。跟角田等三人總是熱血地討論如何用漫畫來拯救人們，氏木每次都可以提供好點子給他們。其中一人的角田曾經因為漫畫的內容戳破了「朋友」的謊言，因而被關進「海螢火蟲監獄」。西元曆結束之後，氏木因為被懷疑帶有病毒而被親友隊送往北海道隔離區，就在北方關卡滯留區那邊憑著自己的畫工做起偽造通行證的生意。經由黑桃市的牽線和健兒、蝶野兩人會合，利用幾可亂真的偽造通行證順利讓關卡衛兵混亂。角色藍本是的漫畫家搭擋「藤子不二雄」之一的「藤本弘」。
仁谷神父（仁谷）
歌舞伎町教會的神父。過去曾經是黑道份子，身上刺滿刺青，後結識現任的梵蒂岡教皇（當時候只是神父），循循誘導下終於歸善，立志成為神父救人。西元2015年的世界毀滅事件之後，在「朋友」政府庇護下的歌舞伎町教會中擔任神父，曾跟神乃合作整合歌舞伎町中的泰幫與中國幫兩派黑幫份子，策劃攻入「朋友」政府核心。暗中默默守護阿區跟神乃等人。對於過去曾是好友的教皇被「朋友」主導的鬧劇所騙感到痛心。
查波（察寶）
新宿歌舞伎町「泰國幫」的首領，重情重義，過去曾經跟阿區有淵源。跟中國幫是死對頭，不過最後受到神乃的號召，與中國幫盡棄前嫌合力對抗「朋友」。在2015年的世界毀滅事件中，查波為了保護神乃，偕同王曉鋒與兩派弟兄共同演出一場戲，騙神乃自行施打真正的病毒疫苗，但實際上所有人都只是施打了葡萄糖，就冒死對「朋友」政府大樓展開總攻擊。視神乃有如親生女兒，最後在病榻上由神乃陪伴著含笑而終。
王曉鋒（王曉鋒）
新宿歌舞伎町「中國幫」的首領，是個性冷靜的智慧型黑幫老大。跟泰國幫是死對頭。不過最後受到神乃的號召，與泰國幫盡棄前嫌合力對抗「朋友」。在2015年的世界毀滅事件中，王曉鋒為了保護神乃，偕同查波與兩派弟兄共同演出一場戲，騙神乃自行施打真正的病毒疫苗，但實際上所有人都只是施打了葡萄糖，就冒死對「朋友」政府大樓展開總攻擊。但王曉鋒於該次的行動中奮戰身亡，比死對頭查波先走一步。
早苗、勝雄
住在東京隔離境內的一對小姐弟，和父母以及爺爺同住。在家中意外收留受傷的阿區，趁著將電視運送維修同時暗送阿區逃亡，在這之後弟弟勝雄去歌舞伎町教會找仁谷神父報信，姊姊早苗則是帶著口信前去尋找冰之女王，後來姐弟倆被安置在神仙的保齡球館裡。在「朋友」作出將於一星期內滅亡全人類的宣告時，將錄有賢知歌曲的磁帶傳播給大眾。

### 朋友及相關
服部哲也（福平，第一個朋友）
賢知等人的小學同學，小時後因為其名字而被取了「福平」的外號。個性早熟聰明但憤世嫉俗，疑似具有可以將湯匙扭曲的超能力。因為想要獲得大家的讚賞，成為班上受歡迎的人，因此疑似以超能力製造了湯匙扭曲事件、偷偷潛入健兒等人的秘密基地，以及在佐清的幫助下虛構暑假參加大阪萬博的日記。但原先預期會廣受歡迎的萬博日記，卻遭逢健兒等人在暑假發生的上吊坡事件而無人問津，最後福平憤而決定對健兒等人以「預言之書」的內容復仇，不僅模仿了健兒的「預言之書」，創造出「新預言之書」，更打算成為控制世界的反派。
1980年，長大成人的福平拜訪了萬丈目的事務所，開始以「朋友」名義進行活動，之後更與貴理子交往生下神乃。1997年在同學會中趁機接觸健兒，暗中推動健兒起而反抗「朋友」的念頭，並成為源氏一派的最初七人之一。在『血腥除夕夜』中，福平假裝在與「朋友」打鬥時不慎墜樓身亡，並正式恢復「朋友」的身份，最後健兒操縱機器人與『朋友』雕像對決時曾摘下過面具，在健兒面前揭露身份。然而2015年福平卻在深夜的理科教室聚會中，遭到山根背叛槍殺身亡。電影版設定則為配合勝保的出現，將大部份的戲份轉給勝保，而改為於小學五年級時不幸死亡。
勝保（第二個朋友）（香港譯作「勝間田」、臺灣譯作「勝保」，網上未經授權版譯作「勝股」）
賢知等人的小學同學，在同儕之間都傳言他已經死去，而鬼魂會在晚上出沒於實驗教室。沒人記得他的長相，事實上勝保年幼時只是跟定清戴著相同的面具，因而缺乏存在感。平常和健兒並不算熟稔。但卻因為健兒在雜貨鋪偷拿中獎才能拿的徽章別針後，被誤以為是小偷，而被服部哲也、池上正人欺負。更被認為早已死掉了。此後勝保成為了福平和佐清的影子，直至福平在2015年深夜的理科教室聚會中身亡後，才整容成為福平，代替他扮演起「朋友」，同時更自導自演出在教宗面前復活的戲碼。然而相對於野心勃勃、意圖透過掌控世界證明自己能力的福平，勝保卻更加沉溺於「新預言之書」的實現，打算實行毀滅世界的計畫。因此在朋友曆3年開始推行外星人侵略地球計劃，最後更在電視上宣告一切全是「朋友」自導自演，以一星期為限，企圖以飛碟散佈新型病毒毀滅世界。但最後則在與源氏一派的對決中，遭到定清背叛，死後卻仍在「朋友樂園」內留下了足以毀滅世界的陽電子炸彈。而在電影版中，福平五年級時便已死去，勝保則以福平的名義活下來，同時扮演福平與「朋友」兩個角色，並且承接了往後原有的劇情。
佐田定清 (香港譯作「佐田清 志」)
賢知等人的小學同學，軟弱內向的小孩，幼時常戴著超人面具到處跑。 1969年偷偷潛入賢知等人的秘密基地，發現同樣擅自進入的福平，最後與福平成為朋友（然而福平並不當他是朋友），軟弱內向的他，少年時是眾人欺負的對象，也經常被服部欺壓。1970年暑假末發生上吊坡事件後，佐清便因搬家而轉學，但仍和福平保持聯絡，長大後則成為教師，同時加入「朋友」的組織並擔任「朋友博物館」的館長。2002年時佐清殺害了阿門，奪走剛完成的阿門手記。2014年因協助響子反抗朋友，而成為被絕交的對象，朋友歷3年，聚集大量小孩，被他們稱作「面具大王」，跟丸夫等人越過圍牆，最後打算跟朋友同歸於盡，十三號連直升機撞向飛碟時，跟朋友一同被墮落的殘骸擊中，身受重傷。於昏迷中以心傳話，將陽電子炸彈的遙控器所在之處告知神乃。最後在幼時的自己與賢知告別後，脫下面具，安詳地死去。电影版中被绝交前，在「朋友博物館」纵火自焚。
山根
賢知等人的小學同學，後成為細菌學家。 賢知等人的小學同學，後來成為替朋友的陰謀製造病毒的科學家。在定清出現前是勝保的朋友，小時曾一度被普通的絕交。因為貴理子於2003年出現面前而逃離「朋友」。預言之書中的細菌武器是由山根一群想出來並寫於新預言書內，其不破壞建築物而消滅人類的靈感原是阿區自其口中得到的。偷看預言書以後第一個提出要用細菌消滅人類的人，之後被阿區在秘密基地提出。曾告訴阿區在圖書室有一本永遠不會被借出的書當做秘密聯絡簿。其中寫著聚會日期時間為2015年元旦晚上。2015年在小學的自然教室射殺服部，隨即也遭到殺害。在生前一直創造病毒，並使其進化，貴理子再研發疫苗對抗之。電影版改為，於2015年在小學的自然教室向落仔提議行刺「朋友」，並於「朋友」往新宿教堂途中槍殺「朋友」（實為「朋友」的替身），之後被田村正雄（十三號）槍殺。
遠藤貴理子（貴理子）
健兒的親姐姐，神乃的母親，後來跟弟弟健兒的小學同學福平（服部）育有一女（並未結婚）。微生物學家，2000年『血腥除夕夜』時造成世界恐慌的「噴血病毒」的製造者。自從小學畢業來到了大學研究所之後再次跟健兒的小學同學山根相會，兩人一個專門研究病毒，一個則是專門研究病毒的疫苗，然後山根再研發更強的病毒。一直對於自己間接共謀製造了那樣的病毒，因此害死了15萬人感到自責，後來雖然不斷在世界各地尋求藥廠幫助製造疫苗，然而卻都被「朋友」阻止。被青蛙仔救出後，三人共同躲在「青蛙帝國」內致力研發對抗最後病毒的疫苗，最後以自己身體作試驗並取得成功。與仲田醫師會合後，開始大量製造疫苗。
萬丈目胤舟
友民黨黨魁，朋友的左右手。 年輕時當過街邊小販，表演魔術。遇剛經過勝保欣賞，假扮於小學理教課室上吊自殺，欺騙木戶三郎。日後被「朋友」發堀了，讓他參與電視節目中表演，協助「朋友」做神的計劃。當上友民黨黨魁後號稱有哈佛大學的學位則是偽造的。知道了新朋友的滅絶計劃後，轉向神乃等人企圖殺害「朋友」，最後被高須光代殺死但精神仍活在虛擬世界，在幫助健兒後消亡。电影版中被当上世界大总统的「朋友」放逐到边境守关卡，借酒逃避现实。放健次入关。枪杀了「朋友」，自己被倒下的巨型机器人压死。
高須光代
原為朋友樂園的夢想領航員，萬丈目的情婦。懷有「朋友」的孩子（人工受精）而成為「聖母」。因得知萬丈目的企圖，於萬丈目進入遊戲時將之殺害，取代之成為朋友府的幹事長。朋友垮台後認清了事實，然而卻成了朋友狂熱信徒（敷島教授的女儿）的暗殺目標，曾向來訪的雪次求助，於故事中並未交代她最後是否遇害。
阿揚、阿馬（香港譯作「阿政、阿文」、臺灣譯作「阿揚、阿馬」）
雙胞胎兄弟，是賢知以前的同學。身材肥胖，喜愛欺負人，時常攻擊賢知等人，但是唯獨雪次打不過。長大後開創「Y&M」電子公司。在賢知號召同伴時，把義常給他們的祕密基地地址洩漏給萬丈目,害賢知等人被迫逃入下水道隱藏。在「血腥除夕夜」後成為日本科學研發部長官。但在2015年的病毒事件，因為過去創業的夥伴死亡，轉向反抗朋友，協助敷島博士設計真正的巨大機器人。
田村正雄（十三號）
噹嘰（木戶三郎）任職高中以前的學生，朋友的支持者之一。 御茶水大學敷島講座的學生，當時已是「朋友」的忠實信徒，曾幫朋友殺害異己者，亦參予了噹嘰的墜樓。在刺殺教宗時失手打傷朋友（实际上成了朋友复活计划的一部分），逃住北海道，躲在廢棄的白色戀人巧克力廠內三年，後遇上了康奇，坐直升機飛回東京。最後連直升機撞向朋友的飛碟，殘骸墮落於朋友身上，壓死了朋友。（電影版中只有撞毀飛碟）
敷島教授（敷島）
御茶水大學的機械工程學博士，被朋友利用其女兒的關係，脅迫敷島教授製造開發出破壞機器人。在朋友曆第三年擺脫友民黨的掌控，落腳在廢棄機械環保站內研究火力更強大的機器人，與雙胞胎的阿馬阿揚合作，準備對抗朋友。
朋友的組織 圓桌會議
十二個席次 其中九人出席了2001年的聯合國表揚 目前已知的有萬丈目、13號、曾經暗殺阿長老爹的山崎警察廳長、想退出而死於卡車翻覆的勞動大臣三木康隆(雪次機場上司)、疑似自殺的友民黨的幹部西岡豐、因心臟病死亡的幹事長小向興三、在成田機場附近被發現而遭到絕交的津川文化廳長、被絕交的龜山政務次官、敷島教授的女兒和殺死諸星壇的無名長髮男。於2015年朋友死亡後，想退出的人紛紛遭到肅清。
山崎
殺死阿長老爹的刑警、後來的警察廳長，入教的原因是希望能闖出大事業，但是一直有阿長老爹在其上，不得志而被朋友拉攏，後來被將平逮捕。是圓桌會議成員。
無名長髮男
將追求貴理子的男人（諸星壇）推下月台的兇手，因此反而讓服部有機會與貴理子深交。在朋友曆成為關東軍領袖，稱為總統。喜歡邪惡、喜歡壞人，其實真正殺人的只有一件，反而無法忘懷，不是真正的壞人，在朋友歷三年被派往隔離圍牆的城堡當管理長，受賢知點破之後，欲舉槍自殺之際被賢知阻止。电影版中与萬丈目合为一人。
敷島教授的女兒
高中時便因無名長髮男的刻意安排而被拉進組織，其後一度在風俗店賣淫。「血腥除夕夜」後因「保護世界有功」而獲得聯合國表揚，進而成為圓桌會議的成員之一。在「朋友」組織崩壞後，卻仍執迷於執行「朋友」的想法，企圖引爆陽電子炸彈毀滅世界，不過最後則遭到阻止。电影版中被杀，她的死让敷島教授醒悟，转为反对「朋友」，设计了击落飞碟的火箭弹。

### 其他人物
五十嵐長介
人稱「阿長老爹」的傳說中刑警。當有案件發生時便立刻著手調查。在敷島博士一家失蹤後開始調查相關事件，結果發現小時候的朋友。最早洞悉＂朋友＂製造細菌武器計劃的人，亦有著手調查＂朋友＂的真正身份甚至查覺到第二個朋友存在，於退休前夕委託山崎接手調查此案，但也因為如此，被同事山崎用病毒殺害。其孫子就是後來和神乃等人行動的蝶野刑警。

### 特殊名詞
絕交
也就是殺死對方的意思。
朋友樂園
專門針對對2000年的血腥除夕夜產生興趣的人，由各單位(例如響子的學校)提報後，參觀並訓練的場所。總共50人，倒數前三名會送往『朋友世界』，而前三名則可以參加虛擬追加版獎勵。其內容是1971年的上吊坡鬼屋事件，但實際上是發生在1970年暑假，同年並有萬國博覽會。虛擬世界中，響子有看到朋友拿下面具的臉，但是卻是定清成年的臉。
海螢火蟲監獄
原本是都市，傳說在2000年遭到破壞，後來成為一個獨立於海上的建築而改建為監獄。阿區在監獄中編號3號；編號13號是監獄中派外的殺手，曾於2014年救世主出現預言時出現並打死臉上有痣的警官，之後提出『聖母』的出現而離開現場未對阿區動手。
預言之書
賢知等人在秘密基地裡構思的未來世界，其中預言的順序病毒發生的地點，主要是參考鎮上的店名，先是舊金山再是倫敦，第三個地點不直接攻擊東京而先以大阪為開幕，最後以高50公尺的機器人攻擊東京。後來敷島博士被挾持之後反駁高度的可能。
新預言之書
山根提過或許應該叫『真預言之書』。貴理子於2003年與山根會面時才發現『朋友』想要拯救世人是騙人的，預言書其中提到不管如何的病毒世界上將有1%的人擁有抗體。『世界總統』選舉時總人數是6000萬票，乃是將世界人口經過病毒肆虐後存活的60億人的1%做為基準，反對票一票也沒有。『朋友』告知山根已經可以不用再繼續研發的原因應該也與病毒的複雜性為理由。另書中有記載『聖母降臨』，指的是製造出疫苗的貴理子解救人類一事。

## 出版書籍
單行本
| 卷數       | 小學館         | 小學館                 | 東立出版社     | 東立出版社             |
| 卷數       | 發售日期       | ISBN                   | 發售日期       | ISBN                   |
| 20世紀少年 | 20世紀少年     | 20世紀少年             | 20世紀少年     | 20世紀少年             |
| ---------- | -------------- | ---------------------- | -------------- | ---------------------- |
| 1          | 2000年1月29日  | ISBN 4-09-185531-8     | 2000年7月30日  | ISBN 957-34-9854-5     |
| 2          | 2000年5月30日  | ISBN 4-09-185532-6     | 2000年7月30日  | ISBN 957-34-9855-3     |
| 3          | 2000年8月30日  | ISBN 4-09-185533-4     | 2001年2月13日  | ISBN 957-73-1763-4     |
| 4          | 2001年1月30日  | ISBN 4-09-185534-2     | 2001年5月10日  | ISBN 957-73-1764-2     |
| 5          | 2001年4月26日  | ISBN 4-09-185535-0     | 2001年8月6日   | ISBN 957-699-443-8     |
| 6          | 2001年7月30日  | ISBN 4-09-185536-9     | 2002年1月15日  | ISBN 957-699-444-6     |
| 7          | 2001年10月30日 | ISBN 4-09-185537-7     | 2002年2月4日   | ISBN 986-11-0006-7     |
| 8          | 2002年2月28日  | ISBN 4-09-185538-5     | 2002年11月1日  | ISBN 986-11-0145-4     |
| 9          | 2002年6月29日  | ISBN 4-09-9185539-3    | 2002年11月11日 | ISBN 986-11-1189-1     |
| 10         | 2002年8月30日  | ISBN 4-09-185540-7     | 2002年12月12日 | ISBN 986-11-1386-X     |
| 11         | 2002年12月25日 | ISBN 4-09-186631-X     | 2003年3月6日   | ISBN 986-11-1510-2     |
| 12         | 2003年3月29日  | ISBN 4-09-186632-8     | 2003年6月24日  | ISBN 986-11-1652-4     |
| 13         | 2003年6月30日  | ISBN 4-09-186633-6     | 2003年10月20日 | ISBN 986-11-2935-9     |
| 14         | 2003年9月5日   | ISBN 4-09-186634-4     | 2004年1月19日  | ISBN 986-11-3189-2     |
| 15         | 2003年12月25日 | ISBN 4-09-186635-2     | 2004年2月19日  | ISBN 986-11-3963-X     |
| 16         | 2004年4月30日  | ISBN 4-09-186636-0     | 2004年7月29日  | ISBN 986-11-3964-8     |
| 17         | 2004年10月29日 | ISBN 4-09-186637-9     | 2004年12月21日 | ISBN 986-11-4567-2     |
| 18         | 2005年2月28日  | ISBN 4-09-186638-7     | 2005年4月22日  | ISBN 986-11-5527-9     |
| 19         | 2005年6月30日  | ISBN 4-09-186639-5     | 2005年9月3日   | ISBN 986-11-6978-4     |
| 20         | 2005年10月28日 | ISBN 4-09-186640-9     | 2006年1月11日  | ISBN 986-11-6979-2     |
| 21         | 2006年2月28日  | ISBN 4-09-180159-5     | 2006年5月29日  | ISBN 986-11-7755-8     |
| 22         | 2006年11月30日 | ISBN 4-09-180805-0     | 2007年3月8日   | ISBN 978-986-11-8248-3 |
| 21世紀少年 |                |                        |                |                        |
| 上         | 2007年5月30日  | ISBN 978-4-09-181216-2 | 2008年1月15日  | ISBN 978-986-10-1147-9 |
| 下         | 2007年9月28日  | ISBN 978-4-09-181495-1 | 2008年1月30日  | ISBN 978-986-10-1148-6 |

完全版
| 冊數       | 小學館         | 小學館                 | 東立出版社     | 東立出版社             | 玉皇朝         | 玉皇朝                 |
| 冊數       | 發售日期       | ISBN                   | 發售日期       | ISBN/EAN               | 發售日期       | ISBN                   |
| 20世紀少年 | 20世紀少年     | 20世紀少年             | 20世紀少年     | 20世紀少年             | 20世紀少年     | 20世紀少年             |
| ---------- | -------------- | ---------------------- | -------------- | ---------------------- | -------------- | ---------------------- |
| 1          | 2016年1月19日  | ISBN 978-4-09-187536-5 | 2017年6月14日  | ISBN 978-986-482-276-8 | 2016年7月30日  | ISBN 978-988-8379-66-8 |
| 2          | 2016年2月29日  | ISBN 978-4-09-187549-5 | 2017年6月14日  | ISBN 978-986-482-277-5 | 2016年9月7日   | ISBN 978-988-8379-70-5 |
| 3          | 2016年3月30日  | ISBN 978-4-09-187550-1 | 2017年5月19日  | ISBN 978-986-482-278-2 | 2016年10月4日  | ISBN 978-988-8379-77-4 |
| 4          | 2016年4月28日  | ISBN 978-4-09-187554-9 | 2017年8月18日  | ISBN 978-986-482-279-9 | 2016年10月30日 | ISBN 978-988-8379-78-1 |
| 5          | 2016年5月30日  | ISBN 978-4-09-187555-6 | 2017年11月13日 | ISBN 978-986-482-280-5 | 2016年11月29日 | ISBN 978-988-8379-83-5 |
| 6          | 2016年6月30日  | ISBN 978-4-09-187556-3 | 2017年12月14日 | ISBN 978-986-482-281-2 | 2016年12月30日 | ISBN 978-988-8379-84-2 |
| 7          | 2016年7月29日  | ISBN 978-4-09-187557-0 | 2018年3月15日  | EAN 471-0945-55092-3   | 2017年1月25日  | ISBN 978-988-8379-99-6 |
| 8          | 2016年8月30日  | ISBN 978-4-09-187558-7 | 2018年3月15日  | EAN 471-0945-55092-4   | 2017年3月3日   | ISBN 978-988-8436-00-2 |
| 9          | 2016年9月30日  | ISBN 978-4-09-187559-4 | 2018年4月26日  | ISBN 978-986-482-284-3 | 2017年3月31日  | ISBN 978-988-8436-04-0 |
| 10         | 2016年10月28日 | ISBN 978-4-09-187560-0 | 2018年6月7日   | ISBN 978-986-482-285-0 | 2017年5月5日   | ISBN 978-988-8436-05-7 |
| 11         | 2016年11月30日 | ISBN 978-4-09-187562-4 | 2018年7月17日  | ISBN 978-986-482-286-7 | 2017年6月10日  | ISBN 978-988-8436-11-8 |
| 21世紀少年 |                |                        |                |                        |                |                        |
| 全         | 2016年12月28日 | ISBN 978-4-09-187544-0 | 2018年10月29日 | ISBN 978-986-486-501-7 | 2017年7月22日  | ISBN 978-988-8436-17-0 |

### 相關書籍
20世紀少年偵探團（20世紀少年探偵団）
漫畫／監修：浦沢直樹、著者：竹熊健太郎（小學館）
- 2008年8月29日、ISBN 978-4-09-182194-2

20世紀少年的配角 氏子宇二雄作品集（20世紀少年の脇役 ウジコウジオ作品集）
| 冊數 | 小學館        | 小學館                 | 東立出版社   | 東立出版社             |
| 冊數 | 發售日期      | ISBN                   | 發售日期     | ISBN                   |
| ---- | ------------- | ---------------------- | ------------ | ---------------------- |
| 全   | 2010年6月30日 | ISBN 978-4-09-183245-0 | 2012年8月1日 | ISBN 978-986-10-9759-6 |

## 電影版
2008年開始以三部曲公開。2008年的1月到6月進行第1章和第2章的部分拍攝，從8月開始進行與第2章的部分與第3章（下以正式名稱「最終章」稱之）的拍攝。第1章「完結的開始」（Beginning of the End）2008年8月30日上映、第2章「最後的希望」（The Last Hope）2009年1月31日上映、最終章「把旗幟搶回來吧」（Redemption）2009年8月29日上映。製作是日本電視台筆頭16公司。生產是シネバザール、オフィスクレッシェンド公司。配給是東寶。
日本電視台開局55年紀念作品。預算60億日圓，是日本電影史上最大製作計畫之一。
三章劇情時序為：第1章是20世紀（西元1997、2000年）、第2章是21世紀（西元2015年）、最終章是「朋友曆」3年（西元2017年）。

### 演員表

#### 第1章
- 賢知（遠藤賢知）：唐澤壽明、田邊修斗（中學生時代）、西山潤（幼年）
- 阿區（落合長治）：豐川悦司、澤畠流星（幼年）
- 雪次：常盤貴子、松元環季（幼年）
- 義經（皆本剛）：香川照之、小倉史也（幼年）
- 丸尾（丸尾道浩）：石塚英彥、安岡壱哉（幼年）
- 阿門（子門真明）：宇梶剛士（日语：宇梶剛士）、矢野太一（幼年）
- 青蛙王子（福田啓太郎）：宮迫博之、森山拓哉（幼年）
- 噹嘰（木戶三郎）：生瀨勝久、吉井克斗（幼年）
- 山根（山根昭夫）：小日向文世、安彦統賀（幼年）
- 福平（服部哲也）：佐佐木藏之介、上原陸（幼年）
- 阿揚、阿馬：佐野史郎、山田清貴（幼少）
- ：清水步輝（幼年）
- 萬丈目胤舟：石橋蓮司
- 神仙（神永球太郎）：中村嘉葎雄
- 貴理子（遠藤貴理子）：黑木瞳
- 神乃（遠藤神乃）：平愛梨、畠山彩奈（幼年）（粤语配音：謝穎茵）
- 王曉鋒：陳昭榮
- 友民黨廣告演員：藤井隆、山田花子
- 田村：ARATA
- 敷島美嘉：片瀨那奈
- 便利店員繪里香：池脇千鶴
- 敷島教授的學生：三浦敏和・鈴木崇大
- 池上正人：藤井郁彌
- 健次的同級生：石橋保、入江雅人
- 搖滾樂隊主音：及川光博
- 搖滾樂隊：
- Pierre一文字：竹中直人
- 漫畫家角田：森山未來
- 諸星：津田寬治
- 市原節子：竹内都子
- 木戶美津子：洞口依子
- 遠藤Choyo：石井富子
- 諸星的母親：吉行和子

#### 第2章
- 阿區（落合長治）：豐川悦司、澤畠流星（幼年）
- 雪次：常盤貴子、松元環季（日语：松元環季）（幼年）
- 神乃（遠藤神乃）：平愛梨、畠山彩奈（日语：畠山彩奈）（幼年）（粤语配音：謝穎茵）
- 義經（皆本剛）：香川照之、小倉史也（幼年）
- 蝶野將平：藤木直人（粵語配音：李凱傑）
- 丸尾（丸尾道浩）：石塚英彥、安岡壱哉（幼年）
- 阿門（子門真明）：宇梶剛士（日语：宇梶剛士）、矢野太一（幼年）
- 山根（山根昭夫）：小日向文世、安彦統賀（幼年）
- 福平（服部哲也）：佐佐木藏之介、上原陸（幼年）
- コンチ（今野裕一）：山寺宏一、清水歩輝（幼少）
- 佐田清（佐田清志）：Yusuke Santamaria（中山裕介）
- 高須：小池榮子
- 春波夫：古田新太
- 小泉響子：木南晴夏[2]
- 王曉鋒：陳昭榮
- 記者：小倉淳[3]

#### 最終章
- 賢知（遠藤賢知）：唐澤壽明、田邊修斗（中學生時代）、西山潤（幼年）
- 阿區（落合長治）：豐川悦司、澤畠流星（幼年）
- 雪次：常盤貴子、松元環季（幼年）
- 神乃（遠藤神乃）：平愛梨、畠山彩奈（幼年）
- 義經（皆本剛）：香川照之、小倉史也（幼年）
- 丸尾（丸尾道浩）：石塚英彥、安岡壱哉（幼年）
- 青蛙王子（福田啓太郎）：宮迫博之、森山拓哉（幼年）
- 福平（服部哲也）：佐佐木藏之介、上原陸（幼年）
- コンチ（今野裕一）：山寺宏一、清水歩輝（幼少）
- Billy：高橋幸宏（YMO）[4]
- 大垣師範代：武藏[5]
- 勝俁忠信（戴面具的人）：神木隆之介（中學生時代）
- 早苗（少女）：福田麻由子

### 工作人員
- 原作：浦澤直樹
- 導演：堤幸彦
- 編劇：福田靖（第1章）
長崎尚志（第1章、第2章、最終章）
浦澤直樹（第1章、最終章）
渡邊雄介（第1章、第2章）
- 劇本顧問：浦澤直樹（第2章）
- 音樂總監：白井良明
- 原創音樂：白井良明、長谷部徹、AudioHighs、浦澤直樹
- 製作指揮：小杉善信
- 執行監製：奥田誠治
- 策劃：長崎尚志（Studio Bi）
- 監製：飯沼伸之、市山龍次
- 聯合監製：大平太、大村信
- 第二組導演：
- 攝影指導：唐澤悟
- 動作指導：諸鍛冶裕太、村上潤
- 美術指導：相馬直樹
- 燈光指導：木村明生
- 現場錄音師：鴇田滿男
- 剪接：伊藤伸行
- 視覺特效主管：野崎宏二
- 視覺特效指導：阪上和也
- 副導演：白石達也
- 製片：吉崎秀一、井上潔
- 出品：2008 映画「20世紀少年」製作委員会（日本電視放送網、小學館、東寶、Video Audio Project (VAP)、讀賣電視放送網、電通、讀賣新聞、Cine Bazar、Office Crescendo、d-rights、STV、MMT、SDT、CTV、HTV、FBS）
- 製作：株式會社Cine Bazar、株式會社Office Crescendo
- 國際發行：東寶株式會社

### 主題歌
- T-Rex「20th Century Boy」
- 「Bob Lennon」

### 宣傳標語

#### 第1章
- 「完結」正式開始
- 待望真人電影化！全3部曲之第1章，降臨
- 一切由這時開始
- 你是「朋友」嗎？

#### 第2章
- 新的「完結」
- 最後的希望

#### 最終章
- 把旗幟搶回來
- 我們的旗

### 相關書籍
電影20世紀少年 公式導覽（映画20世紀少年 オフィシャル・ガイドブック）
| 卷數   | 小學館        | 小學館                 |
| 卷數   | 發售日期      | ISBN                   |
| ------ | ------------- | ---------------------- |
| 第1章  | 2008年8月20日 | ISBN 978-4-09-101224-1 |
| 第2章  | 2009年1月20日 | ISBN 978-4-09-101225-8 |
| 最終章 | 2009年8月20日 | ISBN 978-4-09-101226-5 |

## 外部連結
- （日語）
- （繁體中文）20世紀少年第2章：最後的希望（页面存档备份，存于） （Twentieth Century Boys: Chapter Two）